# Катастеризм
Катастеризм (дав.-гр. Καταστερίζω — поміщати серед зірок) — процес і результат перетворення у давньогрецькій міфології богів, людей, тварин і предметів в об'єкти зоряного неба: сузір'я, астеризми, зірки і Чумацький Шлях.
У сучасному розумінні катастеризм — це перенесення міфологічних і релігійних образів на небесні об'єкти. Термін застосовується тільки для античних міфів, часто синонімічний поняттю астральні міфи.